# Orchidantha chinensis
Orchidantha chinensis är en enhjärtbladig växtart som beskrevs av Te Lin Wu. Orchidantha chinensis ingår i släktet Orchidantha och familjen Lowiaceae.

## Underarter
Arten delas in i följande underarter:
- O. c. chinensis
- O. c. longisepala